# 乔尔瓦莱
乔尔瓦莱（Colvale），是印度果阿邦North Goa县的一个城镇。总人口5475（2001年）。

## 人口
该地2001年总人口5475人，其中男性3006人，女性2469人；0—6岁人口530人，其中男277人，女253人；识字率71.93%，其中男性为74.45%，女性为68.85%。